# Масленников, Николай Дмитриевич

Никола́й Дми́триевич Ма́сленников — советский государственный и хозяйственный деятель.

## Биография
Родился в 1932 году в Туле. Член КПСС.
С 1957 года — на хозяйственной работе. 
В 1957—1998 гг. : 
- инженер оружейных заводов,
- главный технолог механического завода в Богородицке,
- инженер-конструктор, начальник конструкторского бюро, главный конструктор, главный инженер на Тульском оружейном заводе,
- директор, генеральный директор АООТ «Тульский оружейный завод»/ОАО «ТОЗ».

Избирался депутатом Верховного Совета РСФСР 11-го созыва.
Умер в Туле в 2002 году.